# 대박 (드라마)
《대박》은 SBS에서 2016년 3월 28일부터 2016년 6월 14일까지 방송된 월화 드라마이다.

## 등장 인물

### 주요 인물
- 장근석 : 백대길 역

초명은 영수. 숙종과 숙빈 최씨에게서 태어난 비운의 아들. 육삭둥이로 태어나 숙빈 최씨가 밖에서 낳은 아들이라는 멍에를 짊어지고 죽은 채로 살아가야 하는 비극적인 운명에 놓여졌다. 하지만 양부를 잃고, 죽을 위기까지 벗어나며 강인해지게 되고 조선 사회 전반을 뒤흔드는 타짜로 거듭난다. 그리고 대길은 자신의 아버지인 숙종과 동생 연잉군과 숙명적으로 맞서게 된다.
- 여진구 : 연잉군 역

숙종의 4남으로 모친은 무수리 출신의 숙빈 최씨. 훗날의 조선의 제21대 왕. 이복형이자 희빈 장씨 소생인 경종과 그의 지지기반인 소론에게 끊임 없이 견제 당하며, 자신의 비천한 출신에 대한 콤플렉스가 있다. 그렇지만 자신은 알고 있다. 자신은 숙명적으로 왕이 될 운명이라는 것을.. 그리고 친형제이지만 버려졌던 형 대길(영수)과 한판 승부를 벌여야 한다는 것을..
- 전광렬 : 이인좌 역 (아역 : 신기준)

소론의 핵심. 환국정치를 통해 조부와 부친을 잃고 숙종에 대한 복수심 하나로 권력에 다가선 인물. 유약한 세자인 경종을 최측근에서 보필했고, 노론 4대신이 죽임을 당한 신임사화로 득세하였다. 하늘 높은 줄 모르고 치솟던 그의 권력은 왕이 된 경종이 흉서하고 노론 일색으로 정치판이 바뀌자 급격하게 흔들리기 시작한다.
- 최민수 : 숙종 역

조선의 제19대 임금. 젊은 나이에 재위에 올랐지만 왕이 지녀야 할 품격이 있었으며 치세에 능했던 임금이다. 숱한 환국정치로 남인과 서인의 권력다툼을 정치에 적절히 이용했다. 그러나 그런 숙종에게도 컴플렉스가 있었으니 바로 숙종이 사랑한 여인들. 너무나 많은 여인을 사랑했기에 인연의 끈은 얽히고 얽혀 어느새 끊어 내지 못할 악연을 만들어 내고, 그 악연은 피바람의 구실이 된다.
- 임지연 : 담서(淡序) 역

이인좌의 측근이었던 김이수의 외동딸. 이인좌의 정체를 간파한 숙종이 부친을 이용해 뒤를 캐려고 했지만, 도리어 김이수는 자신의 주군을 배신하지 못하고 죽게 되고, 이인좌의 손에 왕을 죽일 살수로서 키워지게 된다. 어찌되었든 그녀에게 숙종은 집안을 풍비박산 낸 장본인이었기 때문이다.
- 윤진서 : 숙빈 최씨 역

비천한 무수리 출신에서 왕의 어미가 되는 입지전적의 인물. 천한 신분까지 극복할 수 있었던 데에는 그녀의 안목과 처세가 요긴하게 작용한 것은 물론 자신의 처지를 적절하게 이용했던 이인좌의 역할이 컸다.
- 윤지혜 : 홍매 역

조선에서 제일 가는 투전판을 운영하는 여주인. 농염하고 질펀하게 음담패설과 욕을 일삼는 돈만 아는 다소 무식해 보이는 여자이지만 재무에 능하고 사람과 사람 사이의 관계를 간파할 줄 아는 안목도 지녔다.
- 이문식 : 백만금 역

최복순의 전남편. 양반 신분이지만 조선 후기 사회 무능력한 양반의 전형이었다. 투전판에 자신이 가진 전재산을 다 털어놓고 결국 부인까지 잃게 되는 비운의 인물. 그렇지만 최복순이 낳은 대길(영수)을 제자식처럼 생각하고 길러냈고 평생을 최복순에 대한 죄책감으로 살아간다. 대길(영수)은 자신의 친자는 아니었지만 그렇게 믿고 살았으며, 결국 대길을 위해 한 많던 생을 마감하게 된다.

### 백대길의 주변 인물
- 임현식 : 남도깨비 역

노름판의 전설 남산 도깨비. 만금이 죽고 난 뒤 대길을 거두며, 그를 고수의 반열에 오르는데 큰 가르침을 베푸는 인물로 대길에겐 스승과도 같은 노름판의 전설.
- 안길강 : 김체건 역

숙종 때 기록된 군관이자 당시 조선제일검. 일명 천하무쌍(天下無雙). 일각이라도 검을 잡아 본 무인이라면 모를 수 없는 이름으로, 명망 높은 무관가문의 후손. 훗날 백동수의 스승이 되는 김광택은 김체건의 아들이다.

### 고주도원파
- 지일주 : 무명 역

이인좌의 조부인 이운징의 가솔인 감노 부부의 자식으로 태어난 신분은 천한 노비였으나, 이운징이 총기와 무예를 높이 사 그에게 양반이라는 신분을 부여했다. 실제로 뛰어난 무예를 자랑하며 이인좌를 측근에서 보필한다.
- 한정수 : 황진기 역

노비들에게 관군들보다 무서운 자가 추노꾼이면, 관군들에겐 임금보다 더 지독하고 두려운 자가 산적 황진기다. 이인좌의 총애를 받으며 그의 측근으로 무명과 함께 활동한다.

### 투전방 인물들
- 전수진 : 황구어멈 역

신점을 보는 여인. 기방에서 나고 자란 빙기옥골의 승경도 고수. 장희빈에겐 숙빈 최씨가 잉태한 아이가 장차 왕이 될 운명이라고 점지했다.
- 김유철 : 대가리 역

홍매의 오른팔이자 행동대장.
- 전재형 : 가물치 역

홍매가 가솔로 부리는 똘마니.
- 조경훈 : 육귀신 역

### 조정의 인물들
- 현우 : 경종 이윤역 (아역 : 이태우)

조선의 제20대 임금. 한 때는 아버지가 가장 사랑했던 사람이 자신의 어미였지만, 그런 어미가 죄인의 신분으로 죽은 뒤에는 그 위치와 입장이 완전히 급변하게 된다. 언제 자신을 죽일지 모르는 노론의 득세에, 누구보다도 믿고 아끼는 동생 연잉군은 결국 자신과 함께 갈 수 없는 사람임을 누구보다도 잘 알고있다.
- 한기웅 : 사운 역 & 한기원 : 사모 역

숙종의 일거수일투족을 보필하는 그림자와도 같은 존재이며, 뛰어난 무예 또한 대궐의 여느 무관들 못지않고, 대왕 숙종에 대한 충성심 또한 남다르다. 세 번의 환국을 단행하여 목숨을 위협받는 숙종의 걱정을 덜어준 존재.
- 승재 : 상길 역

훗날 연잉군의 호위무사. 뛰어난 무술을 자랑했던 무인.
- 이가현 : 화진 역

궁궐 내에서 외로웠던 숙빈의 벗.
- 차순배 : 조태구 역

조선 후기의 문신. 소론의 영수로서 노론과 대립하던 중 노론 4대신의 주청으로 세제의 대리청정이 실시되자 이를 반대, 대리청정을 환수시켰다. 이어 노론 4대신을 역모죄로 몰아 사사(신임사화)하게 한 뒤 영의정에 올랐다.
- 나재웅 : 최석항 역

조선 후기의 문신. 중간에 이익을 탄핵하여 파직되나, 이후 재등용되어 경상도 관찰사가 되었고, 정확한 사리판단으로 관찰사 중 제일이라는 평을 들었다. 1721년 소론으로서 신임사화 때 노론을 실각케 하고 우의정에 올랐다. 1723년《숙종실록》편찬을 주재하고, 이듬해 좌의정이 되었는데, 재직 중에 죽었다.

### 왕실
- 홍예진 : 선의왕후 역

경종의 계비이자 영조의 이복형수.
- 김우석 : 연령군 역

숙종의 6남이자 명빈 박씨의 소생. 경종과 영조의 이복동생이다.
- 최승훈 : 효장세자 역

영조의 장남이자 정빈 이씨의 소생.

### 그 외
- 김가은 : 계설임 역
- 이종구 : 궁중 어의 역
- 정동규
- 이양희 : 이건영 역
- 장대웅 : 류봉희 역
- 김태영 : 조태채 역
- 장가현 : 기생 역
- 한태일 : 정체 불명의 노인 역
- 홍아름 : 연화 역

골사의 딸.
- 김희라 : 기미상궁 역
- 양승걸
- 홍원표
- 진현광 : 한성부 관료 역
- 박종설
- 미석
- 추교진
- 정수인
- 서호철
- 정준원
- 김해나
- 서왕석
- 이수련 : 기생 역
- 정수인 : 기생 역

### 특별 출연
- 송종호 : 김이수 역

담서의 아버지. 세 번의 환국이 불어닥친 환난의 조정 그 어디에도 당적을 두지 않는 행보를 지닌 이이다. 하지만 실제론 숙종의 목숨을 노리는 무관이며 이인좌를 측근에서 보필했다. 숙종에 의해 이인좌의 정체가 탄로날 위기에 처하자 이인좌의 손에 스스로 죽음을 맞게 되며 은혜를 갚는다.
- 오연아 : 장옥정 역

숙종의 후궁, 조선의 국모까지 오르는 후궁 출신의 여인. 남인의 정치적 대변인으로 선택되었지만, 그러한 이용가치도 숙종에 대한 절대적 신임과 사랑에서 출발했다. 하지만 희빈은 간과하고 있었다. 숙종은 자신을 사랑한만큼 다른 여인도 사랑할 수 있는 사람이란 것을..
- 백승현 : 장희재 역

장옥정의 오빠. 장옥정의 덕택으로 궁의 주요 요직을 차지하게 된다.
- 김뢰하 : 아귀 역
- 김광인 : 대사형 역
- 남문철 : 시전대행수 역
- 김병춘 : 골사 역
- 김성오 : 황해도 개작두 역
- 이재용 : 김창집 역
- 박지일 : 이이명 역
- 이기영 : 김일경 역
- 김호창 : 목호룡 역
- 최진호 : 정희량 역
- 서동원 : 밀풍군 역
- 서현우 : 박필현 역
- 도기석 : 장길산 역

## 수상
- 2016년 SBS 연기대상 장편드라마부문 남자 최우수연기상, 10대스타상 장근석
- 2016년 SBS 연기대상 장편드라마부문 남자 우수연기상 여진구

## 시청률
아래의 파란색 숫자는 '최저 시청률'이고, 빨간색 숫자는 '최고 시청률'입니다. 시청률조사회사와 지역별로 시청률에 차이가 있을 수 있습니다.
| 2016년      | 2016년      | 2016년         | 2016년       | 2016년         | 2016년       |
| 회차        | 방송일      | TNmS 시청률    | TNmS 시청률  | AGB 시청률     | AGB 시청률   |
| 회차        | 방송일      | 대한민국(전국) | 서울(수도권) | 대한민국(전국) | 서울(수도권) |
| ----------- | ----------- | -------------- | ------------ | -------------- | ------------ |
| 제1회       | 3월 28일    | 9.5%           | 11.1%        | 11.8%          | 13.0%        |
| 제2회       | 3월 29일    | 9.9%           | 11.0%        | 12.2%          | 13.7%        |
| 제3회       | 4월 4일     | 9.1%           | 10.1%        | 11.6%          | 12.5%        |
| 제4회       | 4월 5일     | 8.9%           | 10.4%        | 9.5%           | 10.4%        |
| 제5회       | 4월 11일    | 8.6%           | 10.4%        | 9.2%           | 9.8%         |
| 제6회       | 4월 12일    | 8.0%           | 10.2%        | 8.4%           | 9.3%         |
| 제7회       | 4월 18일    | 8.1%           | 9.3%         | 9.1%           | 8.9%         |
| 제8회       | 4월 19일    | 7.7%           | 9.2%         | 8.7%           | 9.1%         |
| 제9회       | 4월 25일    | 8.2%           | 9.5%         | 8.0%           | 8.5%         |
| 제10회      | 4월 26일    | 8.1%           | 9.5%         | 8.9%           | 9.7%         |
| 제11회      | 5월 2일     | 8.3%           | 10.5%        | 8.9%           | 9.4%         |
| 제12회      | 5월 3일     | 8.8%           | 10.8%        | 9.2%           | 9.8%         |
| 제13회      | 5월 9일     | 8.5%           | 9.8%         | 8.7%           | 9.3%         |
| 제14회      | 5월 10일    | 8.6%           | 11.3%        | 8.4%           | 8.8%         |
| 제15회      | 5월 16일    | 8.1%           | 9.4%         | 8.4%           | 8.3%         |
| 제16회      | 5월 17일    | 8.0%           | 8.8%         | 9.6%           | 10.4%        |
| 제17회      | 5월 23일    | 7.5%           | 8.7%         | 9.5%           | 10.5%        |
| 제18회      | 5월 24일    | 7.6%           | 8.6%         | 8.5%           | 8.8%         |
| 제19회      | 5월 30일    | 7.6%           | 9.3%         | 7.7%           | 7.8%         |
| 제20회      | 5월 31일    | 6.8%           | 7.9%         | 8.1%           | 8.1%         |
| 제21회      | 6월 6일     | 8.6%           | 10.2%        | 10.3%          | 11.4%        |
| 제22회      | 6월 7일     | 8.9%           | 10.8%        | 9.9%           | 10.0%        |
| 제23회      | 6월 13일    | 8.6%           | 10.3%        | 9.2%           | 9.1%         |
| 제24회      | 6월 14일    | 9.0%           | 10.6%        | 10.0%          | 10.2%        |
| 평균 시청률 | 평균 시청률 | 8.4%           | 9.9%         | 9.3%           | 9.9%         |

## 참고 사항
- 김성오와 서동원은 SBS 일일드라마 《아내가 돌아왔다》 이후로 8개월만에 재회하는 작품이다.

## 논란

### 표절 논란
드라마 내에서 사용된 BGM이 영국 BBC의 드라마 닥터 후의 OST 중 하나인 “I am the doctor”을 표절했다는 의혹이 있다.

## 동시간대 드라마
MBC 월화드라마
- 몬스터 (2016년 3월 28일 ~ 2016년 9월 20일)

KBS 월화드라마
- 동네변호사 조들호 (2016년 3월 28일 ~ 2016년 5월 31일)
- 백희가 돌아왔다 (2016년 6월 6일 ~ 2016년 6월 14일)

## 수상
- 2016년 SBS 연기대상 장편드라마 부문 남자 최우수 연기상. 10대 스타상 장근석
- 2016년 SBS 연기대상 장편드라마 부문 남자 우수연기상 여진구